# 山中丈士
山中 丈士（やまなか しようし）は、日本の造園家。

## 来歴
住宅・都市整備公団関東支社、埼玉県住宅都市部公園課等に勤務し、建設省国営昭和記念公園事務所長、一般財団法人 日本造園修景協会事務局長、日本造園修景協会埼玉支部長などを歴任した。
2011年、第33回日本公園緑地協会北村賞を受賞した。